# Urfey
Urfey is een plaats in de Duitse gemeente Mechernich, deelstaat Noordrijn-Westfalen, en telt 48 inwoners.